# 石田汗太
石田 汗太（いしだ かんた、1960年〈昭和35年〉- ）は、日本の新聞記者、編集者。読売新聞編集委員。

## 経歴
東京都東村山市出身。桐朋高校、早稲田大学を卒業後、1984年に読売新聞社に入社。岐阜支局を経て、文化部に移り、4コマ漫画の編集として『コボちゃん』（植田まさし／朝刊）『サンワリ君』（鈴木義司／夕刊）を担当した。1995年5月からは読売新聞月曜朝刊でパソコン通信の電子会議室を利用した「マルチ読書」を開始する。文芸は元より、マンガ、アニメにも造詣が深く、同じ読売新聞記者の福田淳と同人誌を作りコミックマーケットにも参加した。福田とは共同で「OTAKUニッポン」の編集も担当した。
2009年から読売新聞傘下の中央公論新社に移り、中央公論新社文庫統括本部長などを担当、学術系の文庫を出版している5社共同キャンペーンの「チチカカコ」（ちくま学芸文庫、中公文庫、角川ソフィア文庫、河出文庫、講談社学術文庫）にも関わる。2014年10月に読売新聞東京本社に戻り、2017年10月より編集委員。「一押しマンガ」コラムを連載中。